# Parilisthelyphonus bryantae
Parilisthelyphonus bryantae — викопний вид павукоподібних ряду теліфонів (Thelyphonida). Описаний у 2023 році. Скам'янілий відбиток тварини виявлено у відкладеннях формації Род-Айленд у США. Вид названий на честь американської арахнологині Елізабет Б. Брайант. Маючи довжину тіла  понад 34 мм, він є найбільшим відомим палеозойським теліфоном та першим викопним павукоподібним, знайденим у формації Род-Айленд за приблизно 130 років досліджень.